# Bryum campylocarpum
Bryum campylocarpum là một loài rêu trong họ Bryaceae. Loài này được Limpr. mô tả khoa học đầu tiên năm 1883.